# 水谷勝美
水谷 勝美（みずのや かつよし）は、江戸時代前期の大名。備中国松山藩3代藩主。官位は従五位下・出羽守。

## 略歴
2代藩主・水谷勝宗の次男として誕生。
寛文12年（1672年）2月8日、初めて4代将軍徳川家綱に御目見する。延宝4年（1676年）12月26日、従五位下出羽守に叙任。生来病弱であったが、元禄2年閏正月14日（1689年）、父勝宗の隠居により家督を継いだ。6月28日始めて領地松山に入る。
民政や治水工事、土木工事に尽力し、特に松山川沿岸の堤防は「水谷普請」と呼ばれた。しかしこのような無理と、元々病弱だったことがたたって、元禄6年10月6日（1693年11月3日）に31歳で死去した。法号は隆昌寺殿天山全長大居士。
実子がなく、従兄弟にあたる旗本・水谷勝阜の長男・勝晴を末期養子にしたが、家督相続前の同年11月27日に死去したため、水谷氏は無嗣断絶で改易となった。
備中松山城の召し上げにあたって、赤穂藩主・浅野長矩が城受け取り役となり、1年半後に安藤重博が新城主として入城してくるまでの間、浅野家家老の大石良雄が松山城の管理を行った。城下で浅野・大石主従は酷評されている。
大名としての水谷家の名跡はこれをもって絶えたが、勝美の弟水谷勝時が3000石の旗本として名跡存続を許された。さらにその養子の勝英の代に500石が加増されて3500石の上級旗本となり、この知行のままで明治維新を迎えた。

## 系譜
- 父：水谷勝宗（1623-1689）
- 母：青山幸成の娘
- 正室：松平頼隆の娘
- 養子
  - 男子：水谷勝晴（1681-1693） - 水谷勝阜の長男